# 開港の道
開港の道（かいこうのみち）は、JR桜木町駅前から横浜赤レンガ倉庫、 山下公園を経て、港の見える丘公園に至るルートの愛称である。延長約3.2キロメートル。2002年の山下臨港線プロムナード開通に合わせて発表された。

## 誘導・路面表示サイン
ルート上には、約500メートルごとに設置されている誘導サインと、約10 - 20メートルごとに設置されている路面表示サインがあり、サインをたどっていくことで、迷わずルートを歩いていくことができる。誘導サインの台座部分は横浜赤レンガ倉庫リニューアルの際に出た、コア抜き材を再利用したものである。路面表示サインには、帆船のシンボルマークが示されている。サイン等のデザインはGK設計。

## 開港の道のルート
JR桜木町駅前広場、汽車道、運河パーク、ワールドポーターズ（2階デッキ）、新港サークルウォーク、赤レンガパーク、新港橋梁、山下臨港線プロムナード、山下公園、ポーリン橋、横浜人形の家、フランス橋、港の見える丘公園で構成される。ほぼ歩行者専用となっていること、沿道に横浜を代表する観光施設があること、エレベーターやスロープなどによりバリアフリーにも配慮した構造となっていることなどが、特徴としてあげられる。